# MTV: TRL Christmas
MTV: TRL Christmas è una compilation di canzoni natalizie. È stata pubblicata il 30 ottobre 2001 dall'Atlantic Records.

## Tracce
1. Santa Baby (Gimme, Gimme, Gimme) - 3:43 (Willa Ford)
2. I Don't Wanna Spend One More Christmas Without You - 4:03 ('N Sync)
3. Angels We Have Heard on High - 4:09 (Christina Aguilera)
4. Sleigh Ride - 3:44 (TLC)
5. Little Saint Nick - 2:07 (Sugar Ray)
6. I Won't Be Home for Christmas - 3:16 (blink-182)
7. My Christmas List - 3:27 (Simple Plan)
8. The Christmas Song - 3:07 (Weezer)
9. Rock the Party - 3:58 (P.O.D.)
10. Better Do It Right - 3:10 (Smash Mouth)
11. I Saw Mommy Kissing Santa Claus - 2:55 (Bif Naked)
12. Snowball - 2:05 (Jimmy Fallon)
13. Red Letter Day - 3:47 (LFO)
14. Christmas Wish - 4:07 (Angela Via)
15. Snow Angel - 3:46 (Little-T and One Track Mike)
16. Christmas Canon - 4:18 (Trans-Siberian Orchestra)